# Mosquée Djin

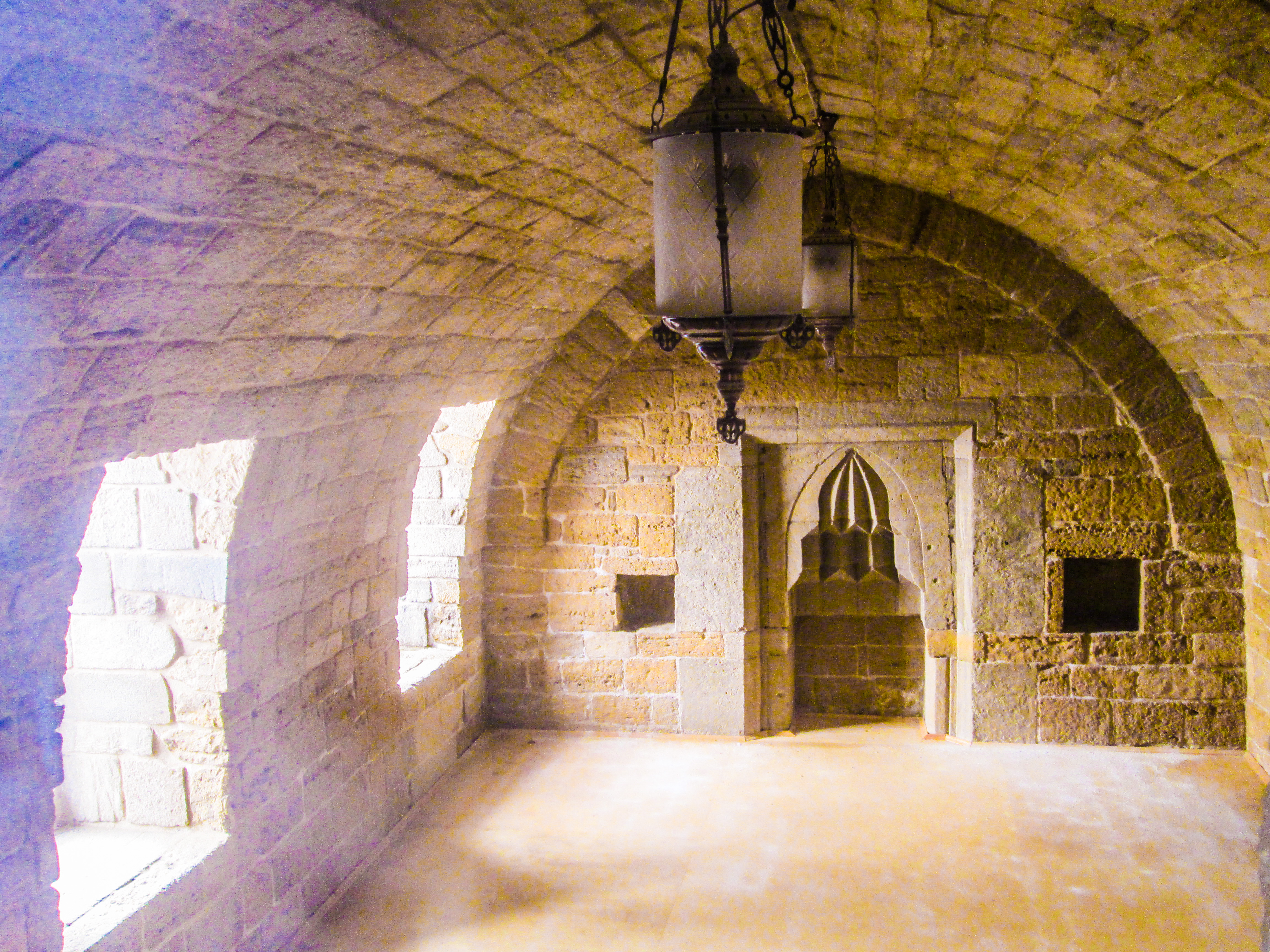

La mosquée Djin (en azerbaïdjanais: Cin məscidi) est une mosquée historique du XIVe siècle. Il fait partie de la vieille ville et du palais des Chirvanchah et est situé à Gala, dans la ville de Bakou, en Azerbaïdjan. Le bâtiment a également été classé monument architectural national par décision du Cabinet des ministres de la République d'Azerbaïdjan en date du 2 août 2001, n ° 132.

## Histoire
La mosquée est située dans la partie inférieure de la porte orientale. Il n'y a pas d'inscription sur la façade de la mosquée. On pense qu'il a été construit au XIVe siècle et porte le nom de Jinn, une sourate du Coran. C'était une mosquée de quartier.

## Caractéristiques architecturales
La mosquée est de forme rectangulaire dans le plan. Il forme une salle de culte à une cellule recouverte d'un dôme en pierre pointu. Le mihrab à encoches à cinq niveaux sculpté dans des muqarnas est encadré d'un rectangle sur le mur sud de l'intérieur et forme certains motifs de l'école d'architecture de Chirvan-Abcheron dans son ensemble. De petites niches ont été placées sur les bords.
La façade principale de la mosquée est asymétrique et sa composition rigide et volumineuse est soulignée par une porte d'entrée de style classique. Le portail de la mosquée est de type classique.

## Galerie

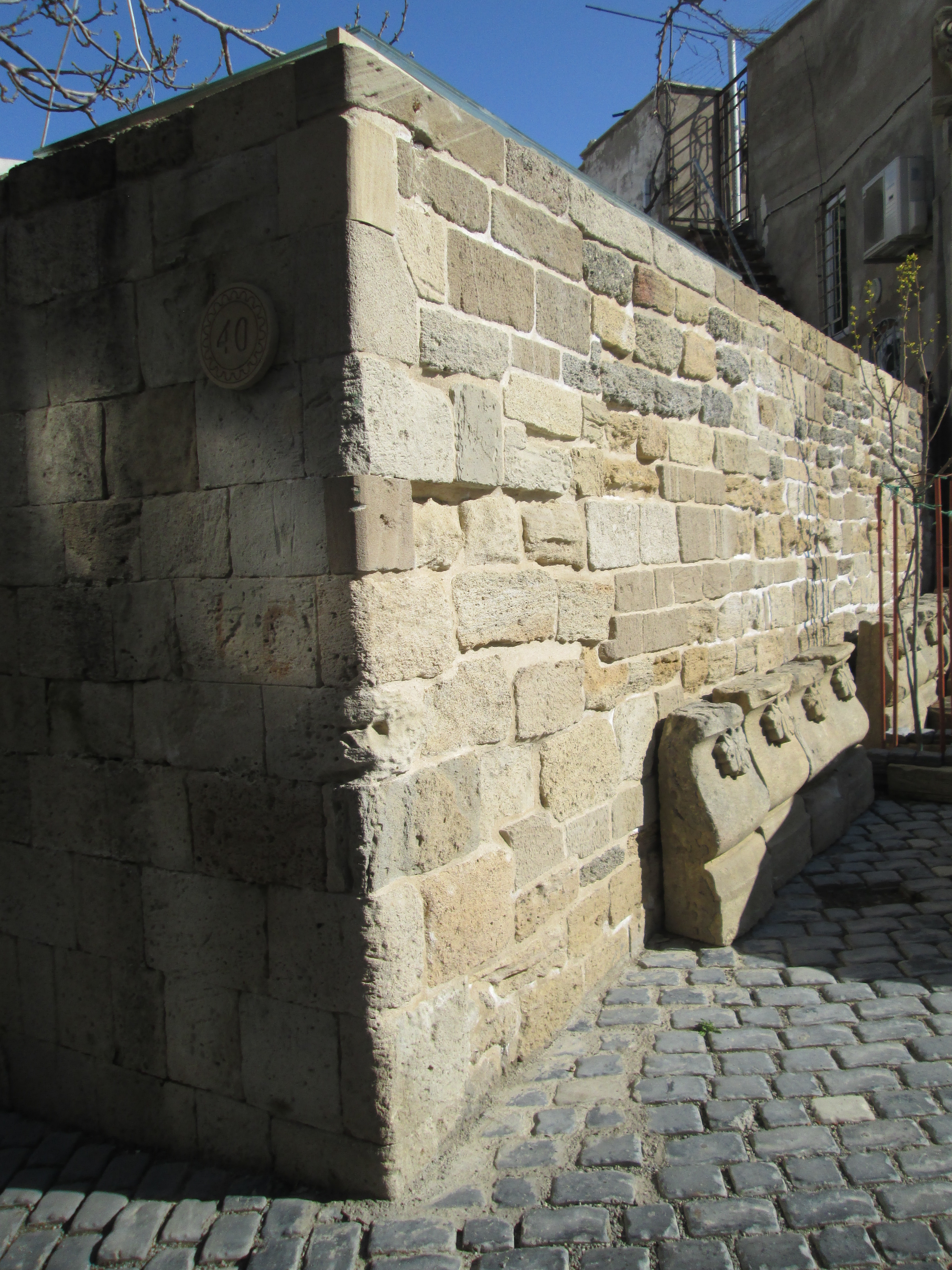
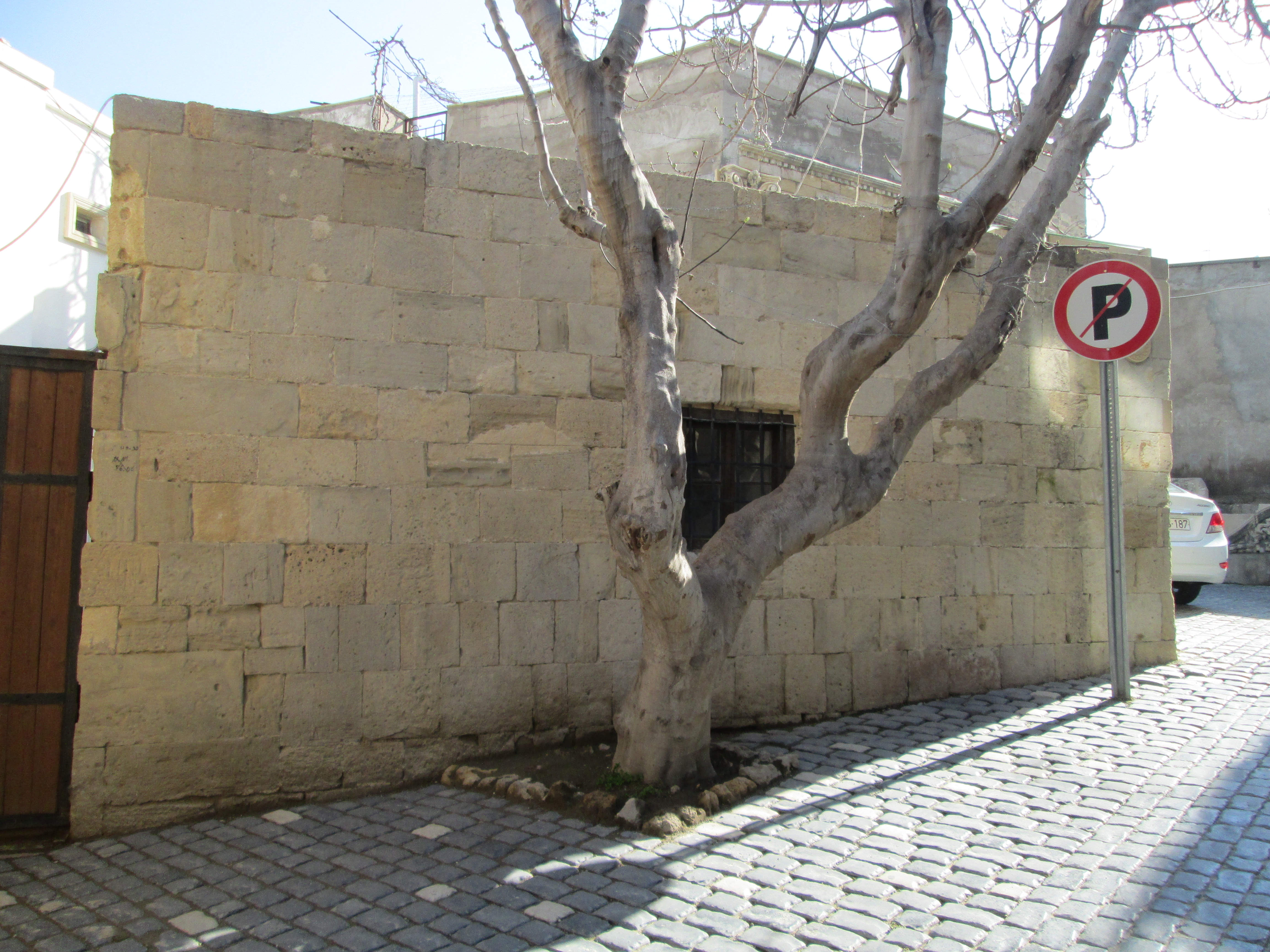